# Dichagyris musiva
Dichagyris musiva là một loài bướm đêm thuộc họ Noctuidae. Nó được tìm thấy ở some mountainous areas của châu Âu, Thổ Nhĩ Kỳ, Armenia, Kavkaz, Anatolia, miền nam Xibia, Mông Cổ, Tây Tạng và miền tây Trung Quốc.
Sải cánh dài 38–44 mm. Con trưởng thành bay từ tháng 6 đến tháng 9 tùy theo địa điểm.
Ấu trùng ăn nhiều loại thực vật thân thảo, bao gồm các loài Cichorium intybus, Galium mollugo, Arabis hirsuta và Taraxacum.